# 段文楚
段文楚（815年—878年），字永錫，武威（今甘肅省武威市）。是唐朝的大臣，大司農段秀實之孫子，滑州節度使段嶷之子。曾擔任京兆府倉曹參軍、咸陽縣令、殿中丞、遷鴻臚少卿、邕管經略使、御史中丞、天德軍防禦使、右金吾衞將軍、檢校殿中監、邕管經略使、右散騎常侍，遷左衞大將軍、遷上柱國、天德防禦使、御史大夫、邕州經略使、校吏部尚書、大同軍防禦使以及武威郡開國伯等職位。

## 生平

### 出身
段文楚曾擔任京兆府倉曹參軍、咸陽縣令、殿中丞、遷鴻臚少卿、邕管經略使、御史中丞、天德軍防禦使、右金吾衞將軍、檢校殿中監、邕管經略使、右散騎常侍，遷左衞大將軍、遷上柱國、天德防禦使、御史大夫、邕州經略使、校吏部尚書、大同軍防禦使以及武威郡開國伯等職位。

### 投身仕途

#### 門蔭入仕
授官職：京兆府倉曹參軍。職務為管理園陵材料，後授任咸陽縣令。

#### 唐宣宗出逃
唐宣宗出逃之時，段文楚盡心侍奉左右，於是授於殿中丞，遷為鴻臚少卿，賜紫金魚袋。出任邕管經略使、御史中丞。
後遷天德軍防禦使，盡心稱職，授右金吾衞將軍、檢校殿中監、邕管經略使、右散騎常侍。
接續負責皇城留務，遷左衞大將軍，再遷上柱國、天德防禦使、御史大夫，盡忠職守，負責軍務上的修整，訓練有素。

#### 唐懿宗咸通二年(861)
咸通二年，段文楚負起邊防重任，赴嶺南道擔任邕州經略使。當時邕州的防卒定額為3000名人員，發自廣州、桂州以及容州，每3年換防一次。眾人皆對於段文楚不安心，認為其難當邊防應急大任。段文楚稟奏朝廷，擬請收回或遣散原軍隊，糧餉直撥至經略使這裡，招募該地方壯丁協助防務。所奏被允，但僅募得500人，段文楚便被詔回長安，使之擔任金吾將軍，負責守衛京城之安全，而邕州經略使則由李蒙繼任。而後李蒙停止募兵，僅以段文楚所募之500人戌守邊關，且侵吞兵餉。之後，李蒙逝世，由李弘源繼任經略使。然而剛到職10日，南蠻乘機入侵，軍隊與大臣棄城逃奔巒州（在今桂林)。20多日後蠻兵撤退，李弘源後被貶為建州司戶，段文楚復任邕州經略使。

#### 遭彈劾
邕州經南蠻劫掠，民不聊生。有人以”城圯池廢，人戶殘耗”彈劾段文楚；認為邕州之所以凋零不堪是因為段文楚改變邊防舊制。因此段文楚再次左遷，被降為威衛將軍之分司。

#### 唐僖宗繼位
復任段文楚為水陸發運使兼大同防禦使。

#### 乾符五年(878)遭凌遲處死——沙陀之亂的導火線
因爲代州北部或以北地區經年荒蕪乾旱，人民挨餓受凍，且漕運不濟，通貨膨脹，重役常使供差者破產斃命。
段文楚為讓百姓生活好一點，命令大縮減士兵們的衣米。此政策讓其下之部不滿。
於是，李盡忠（雲州沙陀兵馬使）乘機慫恿李克用（沙陀副兵馬使）起兵，意圖取而代之。隨之李克用攻入雲州，段文處遭扣押。
二月四日，李克用率5萬大軍集合於雲州，軍隊駐札於鬥雞台（今山西大同城郊），將段文楚在南城樓凌遲處死。導致朝廷對於李克用失去控制，因而也讓沙陀兵失控造反，衍伸出唐代的沙陀之亂。

## 軼事
在中國傳統戲曲中，《珠簾寨》（或稱《竹簾寨》），此曲主要在演繹黃巢起義時代的故事，其中有一橋段寫道“李克用摔死國舅段文楚”，身為沙陀人的李克用去長安參加天子宴，因為是個沒文化的俗人，又瞎了一隻眼，被國舅段文楚種族歧視且譏諷嘲笑，李克用一氣之下把段文楚舉起摔死了。

## 家庭

### 曾祖
- 段行琛，洮州司馬，贈司空

### 祖父
- 段秀實，司農卿、檢校禮部尚書，贈太尉

### 父母
- 段嶷，滑州節度使、檢校禮部尚書、御史大夫，贈太尉
- 田氏，雁門郡夫人

### 妻妾
- 趙郡李氏，趙郡夫人。

### 子女
- 段景融，太原少尹。

## 墓誌銘
唐故大同軍防禦使金紫光祿大夫檢校吏部尚書兼御史大夫上柱國武威郡開國伯食邑七百户段公墓誌銘並序

乾符五年二月七日，武威段公遇害於雲州，享年六十四。廣明元年歲庚子四月十四日嫡孫，扶護冠劍，葬於京兆府萬年縣尚書鄉細柳原，從先塋，禮也。公武威人，諱文楚，字永錫，其先鄭叔段之後，為著姓尚矣。洮州司馬贈司空諱行琛，即公大父也；司農卿檢校禮部尚書贈太尉諱秀實諡忠烈，即公王父也；當德宗朝，逆賊朱泚僭位，乘輿西幸，社稷若綴旒。公忠勇奮發，遂以司農司印印兵符，緩賊軍，保皇帝於千秋，復偽獻誠款，賊泚信然之，公於是批虜顙，終以笏擊其首，以快天子意，然後慷慨就死。雖紀信解滎陽之危，無以過也。天子聞之，諡曰忠烈，期山河於帶礪也。滑州節度使、檢校禮部尚書兼御史大夫贈太尉諱嶷，即公烈考也。雁門郡夫人田氏，即公先太夫人也。
公幼以一子出身，授京兆府參軍。一考，丁先公之憂，哀毀過禮，杖不能起。除服，授河南府參軍，次任萬年尉，復任長安丞，旋遷京兆府倉曹參軍。時屬園陵藉材，方難其選，公遂為棘店都巡，指揮之下，鮮或依違，職修事舉，靡不悦從。事畢日，特敕授咸陽令，以酬勞勣。鹹鎬故都，邇皇城三十里，居是邑者，靡貴必勢，宰邑者，規隨不暇。豈能守其故，分均賦，役於罷人。公到縣，不畏強禦，徵斂如一，邑人賴之，幼艾感如慈父母。宣皇帝勞農渭濱，公以本縣令進食於馬前，上嘉之，以其勳伐之嗣，能克己從政，縣務是理，賜銀章朱紱，次任殿中丞，復任鴻臚少卿。雖清祑務簡，必振官常。執政知之，擢授邕管經略使、兼御史中丞，賜紫金魚袋。間歲，移天德防禦使。公所至稱職，詔授右金吾衞將軍，與同列更大內，禁署肅如也。復任殿中監，充邕管制置使，在道拜邕管經略使，加右散騎常侍，次任左威衞將軍，分務洛師。改左衞大將軍，揔皇城留務，轉天德防禦使，加御史大夫。公到官，戎務修整，訓練無虧，邊塵無北顧之憂，戎馬決南牧之患。詔加工部尚書，轉户部尚書，改大同軍使，加兵部尚書，復轉吏部尚書，詔在道而公遇害。公曆官一十八任，食祿四十六年，自參軍事而至防禦使，自騎省而至天官，自中丞而至大夫，自黃綬而至紫服，儒 素之榮，無以加此。公未嘗以喜濫賞一卒，未嘗以怒恣罰一夫。既居侯伯方將，已志答君知。而犬羊很戾，不識恩信，撫循益勤，而禍患竟至，訖不脱於虎口，悲哉！天子聞之，罷聽朝政，嗟嘆忠貞毅勇，代不乏賢。昔人理獄，有陰德，尚大其門，謂子孫必有昌者。而況於為縣施惠，利及邑人，作鎮布恩，信於殊俗，勳伐昭著，炳若丹青，宜其享福壽於無壃，保嗣續於遠大。豈圖與善無徵，奄罹患難，訖不諭天之降禍福，竟如何哉。夫人趙郡李氏，封趙郡夫人，令淑有聞，早配君子，婦德姆儀，冠絕人表。嗣子景融，太原少尹，忠孝得父祖風烈，聞公之禍，嘔血而卒。娶京兆韓公絢女，姻戚之內，輝赫當世，世為士林之圭表。彭年乏禁臠之譽，無噉灸之名，濫齒東牀，彌慚玉潤。嗚呼！豈天不仁耶！豈神矇昧耶！不然者，何禍釁萃集於善人也若是。今者卜宅崗原，葉從龜筮，輀車脂轄，丹旐搖風，痛壠樹於松楸，慘悲歌於薤露。公之嫡孝孫扶，早擅家聲，夙揚令譽，年才弱冠，志已老成。以彭年昔忝賓階，曾參幕畫，今居門館，獲在懿親，請敍斯文，庶無遺美。彭年赧不得讓，愧不能詳，聊刻貞珉，以俟陵谷。銘曰：
孝著於家，忠嗣於國。為子為臣，鹹誦其德。用之則出，舍之則藏。當職當權，若有其光。剛亦不吐，柔亦不茹。臨難臨危，其道彌著。桑田將變，陵谷將移。吾道吾師，始見發揮。